# ياسام
ياسام (بالعبرية: יס"מ) وهو اختصارٌ لـ«وحدة الدوريات الخاصة» (بالعبرية: יחידת סיור מיוחדת) هي وحدة تابعة للشرطة الإسرائيلية مهيئة للتعامل مع أعمال الشغب وأعمال الشغب الجماعية. وتم تدريب مقاتلي الوحدة على حوادث الجرائم الخطيرة والعنف أثناء عملهم الروتيني، ومحاربة المجرمين والإرهابيين المسلحين.